# Lathyrus paranensis
Lathyrus paranensis är en ärtväxtart som beskrevs av Arturo Erhardo Erardo Burkart. Lathyrus paranensis ingår i släktet vialer, och familjen ärtväxter. Inga underarter finns listade i Catalogue of Life.